# Podonomopsis evansi
Podonomopsis evansi är en tvåvingeart som beskrevs av Lars Zakarias Brundin 1966. Podonomopsis evansi ingår i släktet Podonomopsis och familjen fjädermyggor. Inga underarter finns listade i Catalogue of Life.